# TV Açucena
TV Açucena foi uma emissora de televisão brasileira sediada em Balsas, cidade do estado do Maranhão. Operava no canal 10 VHF analógico e era afiliada à RedeTV!.

## História
A TV Açucena entrou no ar em 1989, tornando-se a segunda emissora de TV em Balsas (a primeira foi a TV Rio Balsas). A emissora já esteve afiliada a outras redes. Recentemente era afiliada à RedeTV!. Porém, em 30 de junho de 2025, a emissora saiu do ar depois que se encerrou o prazo para que todas as emissoras de TV de Balsas e arredores encerrassem as transmissões analógicas e operassem apenas no sinal digital.